# Todd Bjorkstrand
Todd Bjorkstrand (* 14. Oktober 1962 in Minneapolis, Minnesota) ist ein ehemaliger US-amerikanischer Eishockeyspieler und derzeitiger -trainer. Er ist seit der Saison 2018/19 Cheftrainer des norwegischen Erstligisten Stavanger Oilers.

## Karriere

### Als Spieler
Todd Bjorkstrand spielte von 1980 an vier Jahre für das Team der Universität von Maine in der nordamerikanischen Collegeliga der NCAA. Im Anschluss an seine College-Zeit spielte der Linksschütze zwei Jahre für diverse Teams, hauptsächlich aber in der Atlantic Coast Hockey League (ACHL) für die Pinebridge Bucks und die Erie Golden Blades. Erst in der Spielzeit 1986/87 konnte sich Bjorkstrand endgültig in der International Hockey League (IHL) durchsetzen und verbrachte die komplette Saison bei den Indianapolis Checkers. Jedoch scheiterte er mit den Checkers ebenso in der ersten Play-off-Runde, wie im Folgejahr mit den Fort Wayne Komets. In beiden Spielzeiten gehörte er mit jeweils 80 Scorerpunkten zu den Topspielern seines Teams und bereitete sich daher im Sommer 1988 auf eine weitere Saison in der IHL vor. Dann erhielt er jedoch ein Angebot des Herning IK aus der dänischen Eliteserien. Dessen Trainer Frits Nielsen hatte über Bekannte von dem großen Talent gehört und bot Bjorkstrand – ohne ihn vorher gesehen zu haben – einen Vertrag an.
Zu diesem Zeitpunkt hatte Bjorkstrand wohl noch keine Vorstellung davon, dass er seine restliche Karriere in Herning verbringen würde. In den folgenden 14 Spielzeiten war er für den HIK aktiv, gewann mit dem Team insgesamt sieben Meisterschaften und erreichte weitere drei Male das Play-off-Finale. Er hält bis heute nicht nur viele Vereinsrekorde (meiste Spiele, Tore und Scorerpunkte), sondern auch in den Statistiken der Eliteserien ist er in vielen Kategorien Spitzenreiter. 2002 beendete er 40-jährig seine aktive Karriere und wechselte umgehend in das Amt des Trainers bei den Blue Fox.

### Als Trainer
Unmittelbar im Anschluss an sein Karriereende als Spieler übernahm Bjorkstrand 2002 das Amt des Cheftrainers bei den Herning Blue Fox, die er bis zum Ende der Saison 2013/14 trainierte und in dieser Zeit mit dem Team sechs Meisterschaften, sowie zwei dänische Eishockeypokale gewann. Bei der U20-B-Weltmeisterschaft 2011 betreute er erstmals die dänische U20-Nationalmannschaft, gewann mit ihr das Turnier und stieg in die A-Gruppe auf. Ab der Saison 2011/12 schaffte es mit Oliver Bjorkstrand auch sein zweiter Sohn in den Profikader der Blue Fox. Der ältere Sohn Patrick spielte bereits ab 2009 für die erste Mannschaft. Beide wurden in Herning, das schon seit den 1990er Jahren zum Lebensmittelpunkt der Familie geworden ist, geboren. In Herning hat Bjorkstrand den ersten dänischen NHL-Spieler, Frans Nielsen, ausgebildet, und im Laufe der Jahre weitere Spieler gefördert, die den Sprung in die beste Liga der Welt schafften, darunter Peter Regin, Nicklas Jensen, Frederik Andersen sowie seine Söhne Oliver Bjorkstrand und Patrick Bjorkstrand. Bei den Herning Blue Fox besitzt Todd Bjorkstrand Legendenstatus.
Nach rund 26 Jahren in Herning tat sich für Todd Bjorkstrand ein Vereinswechsel als Cheftrainer auf, wobei er mit Beginn der Saison 2014/15 zur österreichischen Eishockeymannschaft EC Graz 99ers wechselte. In Graz wurde er dabei nicht nur als Trainer, sondern auch als Sportmanager engagiert. In seiner letzten Saison in Herning konnte er mit der Mannschaft den Pokalbewerb gewinnen, wurde Vizemeister in der Metal Ligaen und am Ende sogar zum Trainer des Jahres gewählt.
Im Oktober 2015 wurde Bjorkstrand in Graz entlassen. Zum Zeitpunkt der Trennung standen die 99ers auf dem letzten Tabellenrang der ersten österreichischen Liga. Im Mai 2016 gab Herning Blue Fox Bjorkstrands Rückkehr als Cheftrainer bekannt. Im März 2017 trennte sich der Klub von Bjorkstrand. Als Grund wurden unterschiedliche Ansichten zwischen ihm und der Vereinsführung in Bezug auf die Spielerführung sowie den Umgang mit ehrenamtlichen Vereinsmitarbeitern genannt.
Zur Saison 2018/19 wurde er zum Cheftrainer des norwegischen Erstligisten Stavanger Oilers ernannt, mit dem er 2022 die norwegische Meisterschaft gewann.

## Erfolge und Auszeichnungen

### Als Spieler
- Dänischer Meister 1991, 1992, 1994, 1995, 1997, 1998, 2001
- Dänischer Pokalsieger 1991, 1994, 1996, 1998
- Torschützenkönig der Eliteserien 1990/91, 1991/92
- Topscorer der Eliteserien 1988/89, 1991/92, 2000/01
- Spieler des Jahres der Eliteserien 1991/92, 1993/94, 2000/01
- ACHL Rookie of the Year: 1984/85

### Als Trainer
- Dänischer Meister 2003, 2005, 2007, 2008, 2011, 2012
- Dänischer Pokalsieger 2012, 2014
- Dänischer Trainer des Jahres 2014
- Gewinn der B-Weltmeisterschaft mit der dänischen U20-Nationalmannschaft 2011
- Norwegischer Meister 2022